# Скалка на Ваху
Скалка на Ваху (слч. Skalka nad Váhom) насељено је мјесто са административним статусом сеоске општине (слч. obec) у округу Тренчин, у Тренчинском крају, Словачка Република.

## Становништво
| Година:    | 1994. | 2004.    | 2014.   | 2024.   |
| ---------- | ----- | -------- | ------- | ------- |
| Број људи: | 974   | 1077     | 1173    | 1278    |
| Разлика:   |       | +10,57 % | +8,91 % | +8,95 % |

| Година:    | 2023. | 2024.   |
| ---------- | ----- | ------- |
| Број људи: | 1226  | 1278    |
| Разлика:   |       | +4,24 % |

Према подацима о броју становника из 2024. године насеље је имало 1278 становника.